# Plik sekwencyjny

Czytanie pliku sekwencyjnego i o dostępie swobodnym

Plik sekwencyjny (ang. sequential file) – plik, który może być czytany tylko od początku w ściśle wcześniej określonej kolejności, a zapisywanie odbywa się poprzez dopisanie kolejnej porcji danych na końcu.
Formalnie plikiem sekwencyjnym jest ciąg danych, definiowany w większości języków programowania jako podstawowy typ, pozwalający na stosowanie ograniczonego zbioru operatorów. Operatory te zezwalają na odczyt począwszy od początku pliku kolejnych jego elementów. Zapis do pliku odbywa się przez dopisanie na końcu pliku kolejnego elementu. Istotą dostępu do pliku sekwencyjnego, zwanego dostępem sekwencyjnym, jest to że w danym momencie dostępna jest jedna porcja danych. 
Dostęp sekwencyjny może wynikać z cech urządzenia przechowujących dane oraz ze struktury danych.
Sekwencyjność wynikająca ze struktury danych może być realizowana w urządzeniach umożliwiających dostęp swobodny.
Przykładowe pliki sekwencyjne: plik tekstowy w Pascalu, niektóre formaty plików spakowanych.
Przykładem urządzenia sekwencyjnego może być np. taśma magnetyczna.